# Naja atra
Naja atra é uma espécie de naja que vive em áreas do Sudeste da Ásia. O comprimento médio de uma adulta é de 1,5 metro, aproximadamente. São, geralmente, marrom-escuro ou pretas, com listras levemente coloridas entre largos espaços ao longo do corpo. Habita pastagens, campos e áreas pouco arborizadas do Sudeste da China, Laos, Vietnã e Taiwan. Ela se alimenta de peixes, anfíbios, aves e pequenos mamíferos.